# VW Typ 3
Der Typ 3 ist ein Pkw-Modell von Volkswagen, das es als Limousine mit Stufen- oder Schrägheck (TL, stand für Touren-Limousine) und als Kombi (Variant) gab. Er war das erste Pkw-Modell von VW, das größer war als der VW Käfer, auf dessen technischer Grundkonzeption er aber basiert.
Der Wagen wurde 1961 auf der 40. IAA in Frankfurt am Main als VW 1500 vorgestellt und ab dem 7. September 1961 an die VW-Handelsorganisation ausgeliefert. Bis Juli 1973 wurden fast 2,6 Millionen Exemplare aller Ausführungen hergestellt.
Damals nummerierte VW die Modelle chronologisch: Der Typ 1 ist der VW Käfer (ab 1938), Typ 2 ist der VW Transporter (ab 1950), Typ 3 ist das hier beschriebene Mittelklassemodell (ab 1961), und Typ 4 ist der größere VW 411 (ab 1968).

## Modellgeschichte

### Allgemeines
VW brach für den Typ 3 nicht mit dem Vorkriegskonzept des VW Käfer. Der Zentralrohrrahmen mit Bodenplatte statt einer selbsttragenden Karosserie wurde wie auch die Bauart der Radaufhängungen und ein gebläsegekühlter Heckmotor beibehalten. Der Unterschied zum Käfer war die Pontonkarosserie, die ein etwas besseres Platzangebot als der Käfer ermöglichte. Alle Versionen hatten einen vorderen Kofferraum, der größer und in einer besser nutzbaren Form gestaltet war und einen von außen zugänglichen Kofferraum hinten über dem Motor.
Die Vorderachse war neu: Der Achsträger war aus tiefgezogenen Blechschalen punktgeschweißt und die Drehstabfedern nicht mehr als vier kurze Blattfedern, sondern als zwei lange Rundstäbe ausgeführt. Je ein Federstab wirkte auf den unteren Kurbellenker eines Vorderrads und war auf der gegenüberliegenden Seite am Achsträger eingespannt. Dazu waren sie leicht schräg gestellt und kreuzten sich in der Wagenmitte. Die Achsaufnahmen am Rahmen lagen weiter auseinander als beim Käfer, und der Achsträger war in Gummi gelagert. Ein weiterer Unterschied betraf den Motor. Der als Flachmotor bezeichnete Antrieb hatte im Vergleich zu dem des Käfers mehr Hubraum und eine geänderte Luftkühlung: Das Radialgebläse war am hinteren Ende der Kurbelwelle angeflanscht und „stand“ nicht mehr auf dem Motor. Der Ölkühler war jetzt liegend eingebaut und behinderte nicht mehr die Kühlung des dritten Zylinders (links vorn), der bei den Motoren mit stehendem Gebläsekasten zur Überhitzung neigte und einen schweren Motorschaden verursachen konnte (Kolbenfresser). Der Flachmotor war etwas länger, aber mit 40 cm Höhe niedriger und ermöglichte damit das Kombi-Modell Variant sowie bei der Limousine und dem TL den von außen zugänglichen hinteren Kofferraum. Zu Wartungszwecken war der Motor durch eine Klappe im Kofferraumboden zu erreichen. Später fanden sich im VW Typ 3 noch weitere fortschrittliche Aspekte: Ab Ende 1967 wurde der VW 1600 E als erstes deutsches Serienauto mit einer elektronischen Saugrohreinspritzung (Bosch D-Jetronic) angeboten, und zur gleichen Zeit bot im Typ 3 VW zum ersten Mal ein vollautomatisches Getriebe an (anders als beim VW Käfer, für den außer dem Handschaltgetriebe nur ein halbautomatisches Getriebe erhältlich war). 
Der Typ 3 kostete als Limousine bei seinem Erscheinen 6400 DM und damit knapp 1100 DM mehr als der Käfer. Von der Presse wurde bezweifelt, ob es VW gelingen würde, den Wagen in der Mittelklasse zu etablieren, da er weniger Leistung und Platz bot als Modelle der Konkurrenten wie der Ford Taunus 17 M oder der Opel Rekord A. Doch am Markt wurde er letztlich ein Erfolg. Insbesondere der Variant, der erste VW-Kombi mit diesem Namen, war mit einem Anteil von 43 % der Typ-3-Zulassungen (1970) beteiligt.

### VW 1500 / 1600 (1961–1969)
- 09.1961 – Der VW 1500 erscheint mit Stufenheck und als Kombi „Variant“.
- 08.1963 – VW 1500 S mit Zweivergaser-Motor und 54 PS (40 kW), Änderungen an Blinkern und Heckleuchten, „S“- Modelle mit Chromzierrat, VW 1500 in 1500 N umbenannt, „N“- Modelle ohne Chromzierrat und mit einfacherer Ausstattung.
- 08.1965 – VW 1600 TL (Touren-Limousine, im Volksmund zuweilen als „Traurige Lösung“ oder „Traurige Linie“ verspottet) mit Fließheck, größerem Motor, Fußraumheizung und einem Gepäckraum von 260 Liter für 6.690 DM ab Werk, weiterhin mit 54 PS (40 kW), 1500 N in 1500 A umbenannt, mit Flachstrom-Einvergaser und 45 PS (33 kW), Stufenhecklimousine anfangs nur als Standardmodell lieferbar. Einführung von Scheibenbremsen an der Vorderachse, damit verbunden neue Räder mit kleinerem Lochkreis und vier statt fünf Radbolzen.
- 1966 – Elektrische Anlage in 12-Volt-Ausführung, Stufenhecklimousine mit besserer Ausstattung auch als VW 1600 L lieferbar, da der 1600 TL mit Fließheckkarosserie nicht auf ungeteilte Zustimmung stieß. Alle Modelle wurden nun als VW 1600 bezeichnet; der VW 1600 A mit 45 PS (33 kW) hat weiterhin einen Motor mit 1,5 Litern Hubraum.
- 1967 – Automatik-Modell mit moderner Schräglenker-Hinterachse. Der 54-PS-Motor war wahlweise auch mit der Bosch-Saugrohreinspritzung D-Jetronic erhältlich. Ab August 1967 (Modelljahr 1968) ist der Einfüllstutzen des Kraftstofftanks ebenso wie beim Käfer (Typ 1) über eine Außenklappe zu erreichen und nicht erst nach Öffnen der vorderen Haube.

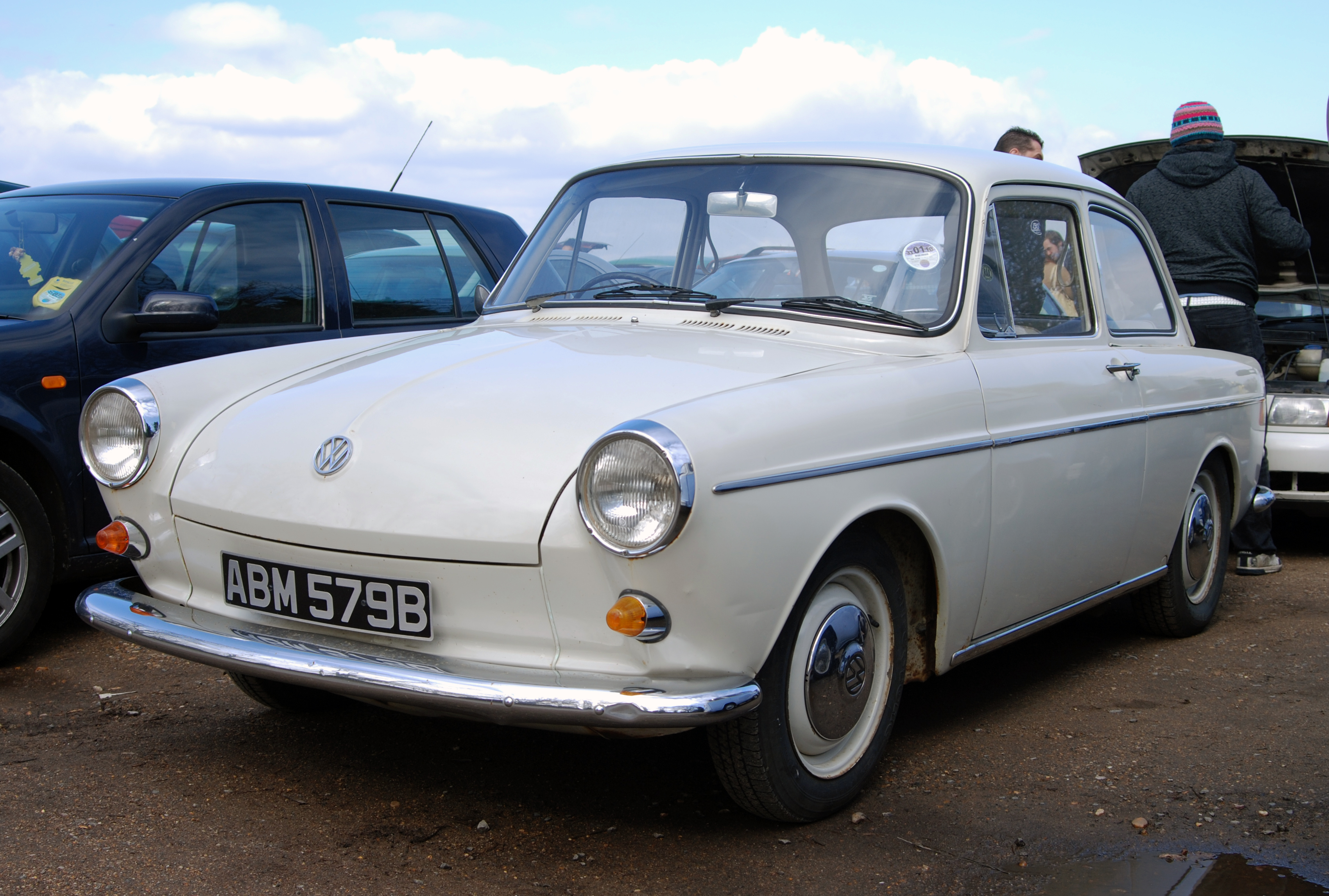
VW 1500 (1961–1963)
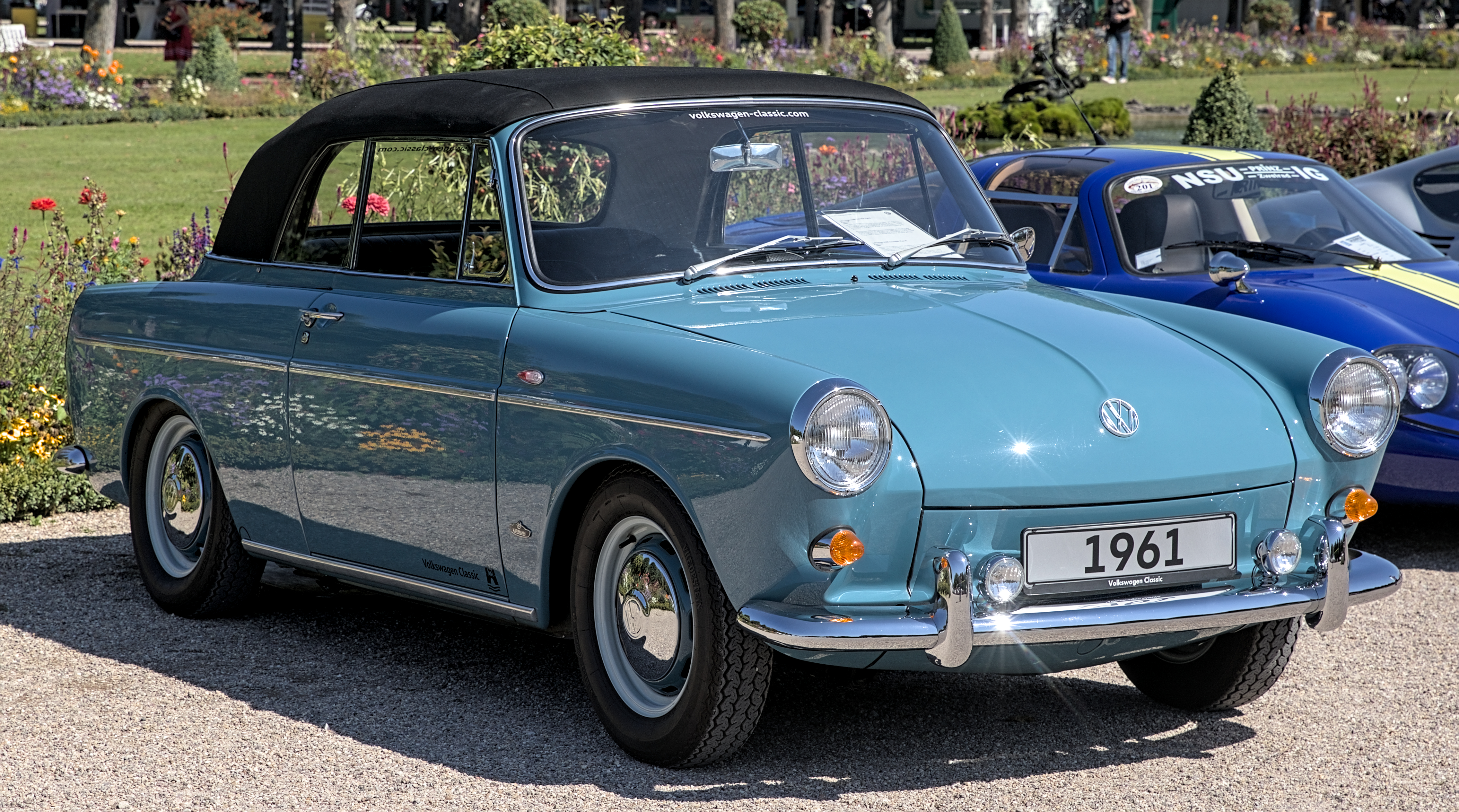
VW 1500 Cabriolet-Studie von 1961
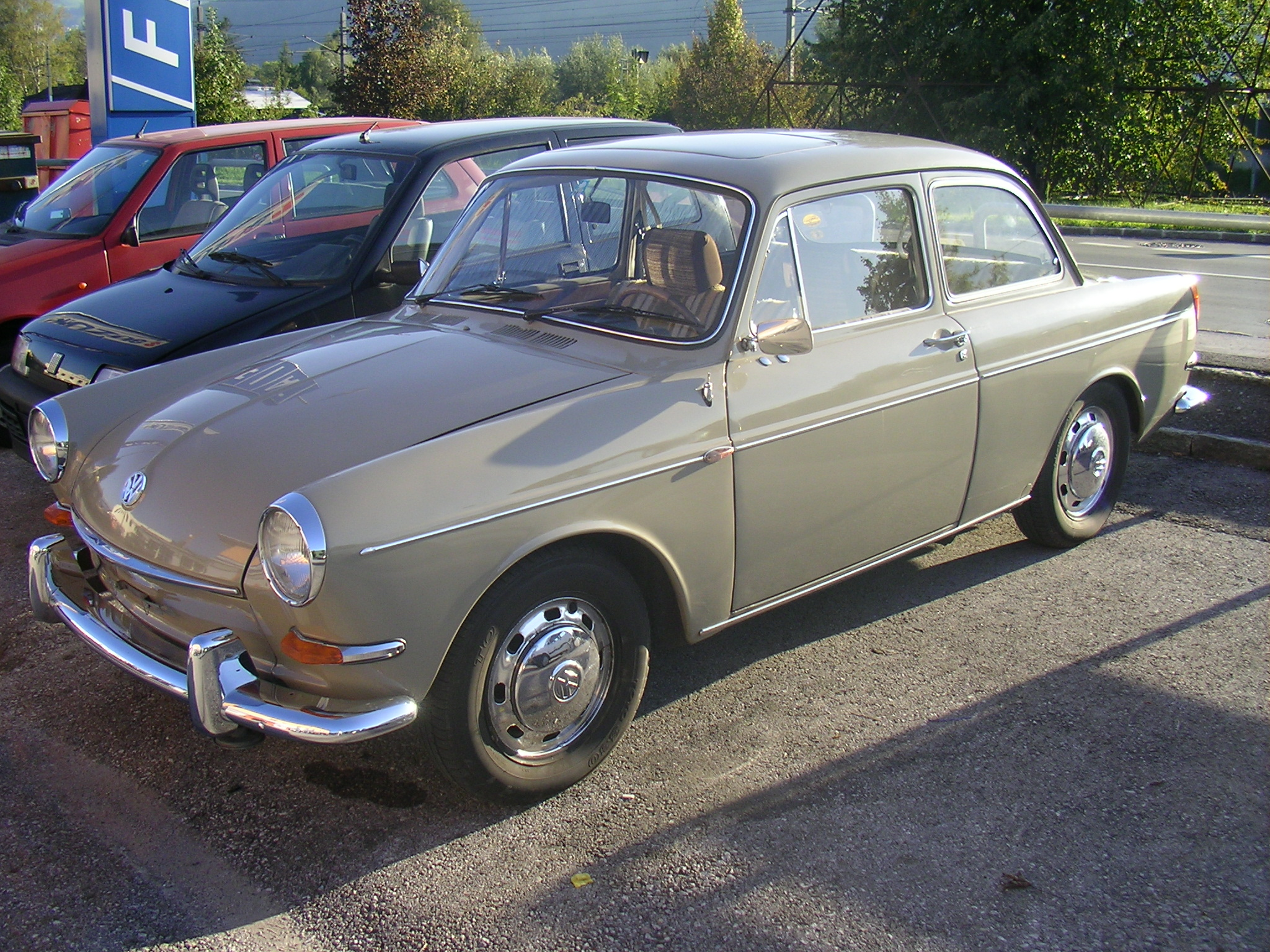
VW 1600 L (1966–1969)
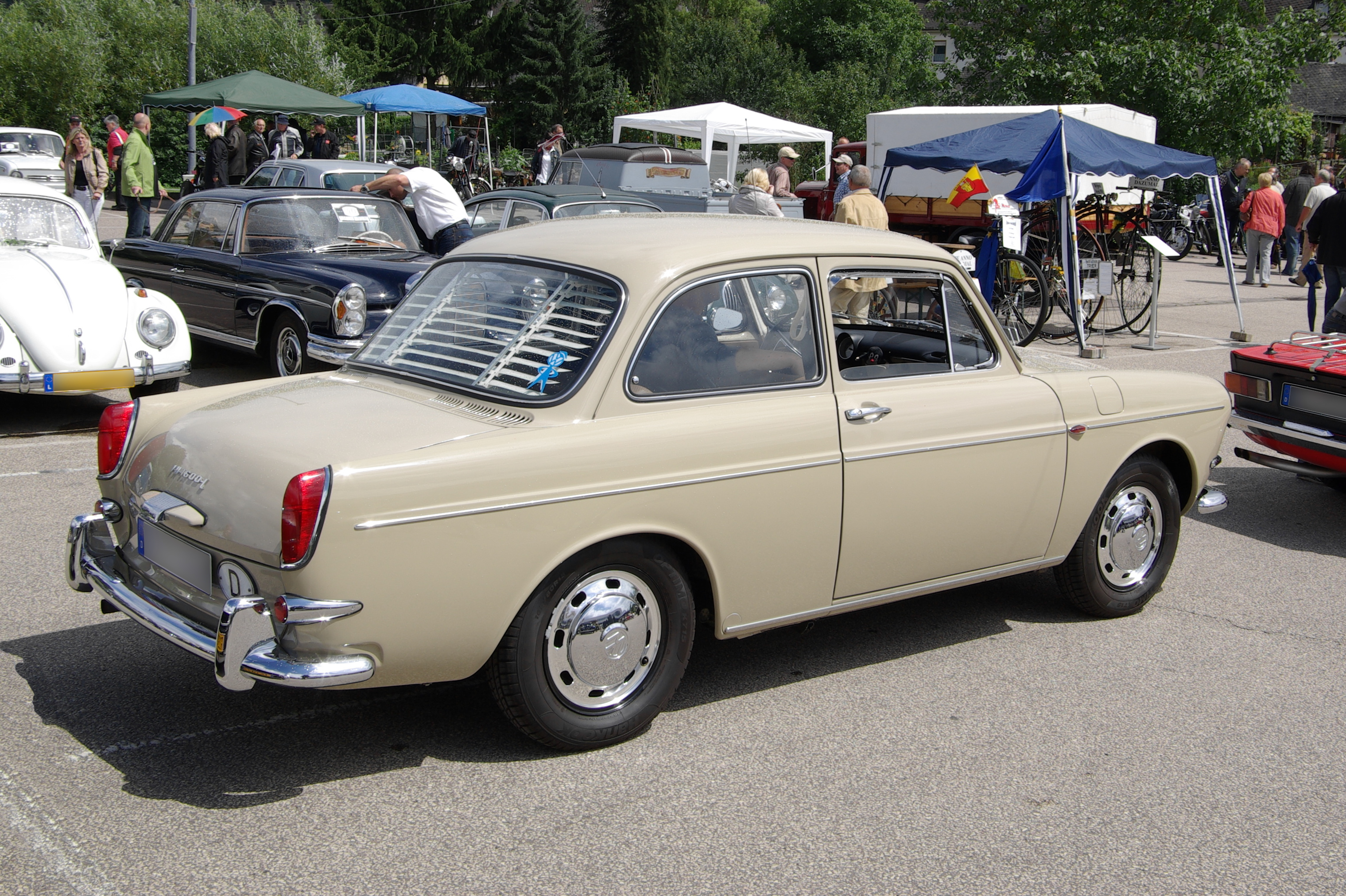
VW 1600 L (1966–1969)
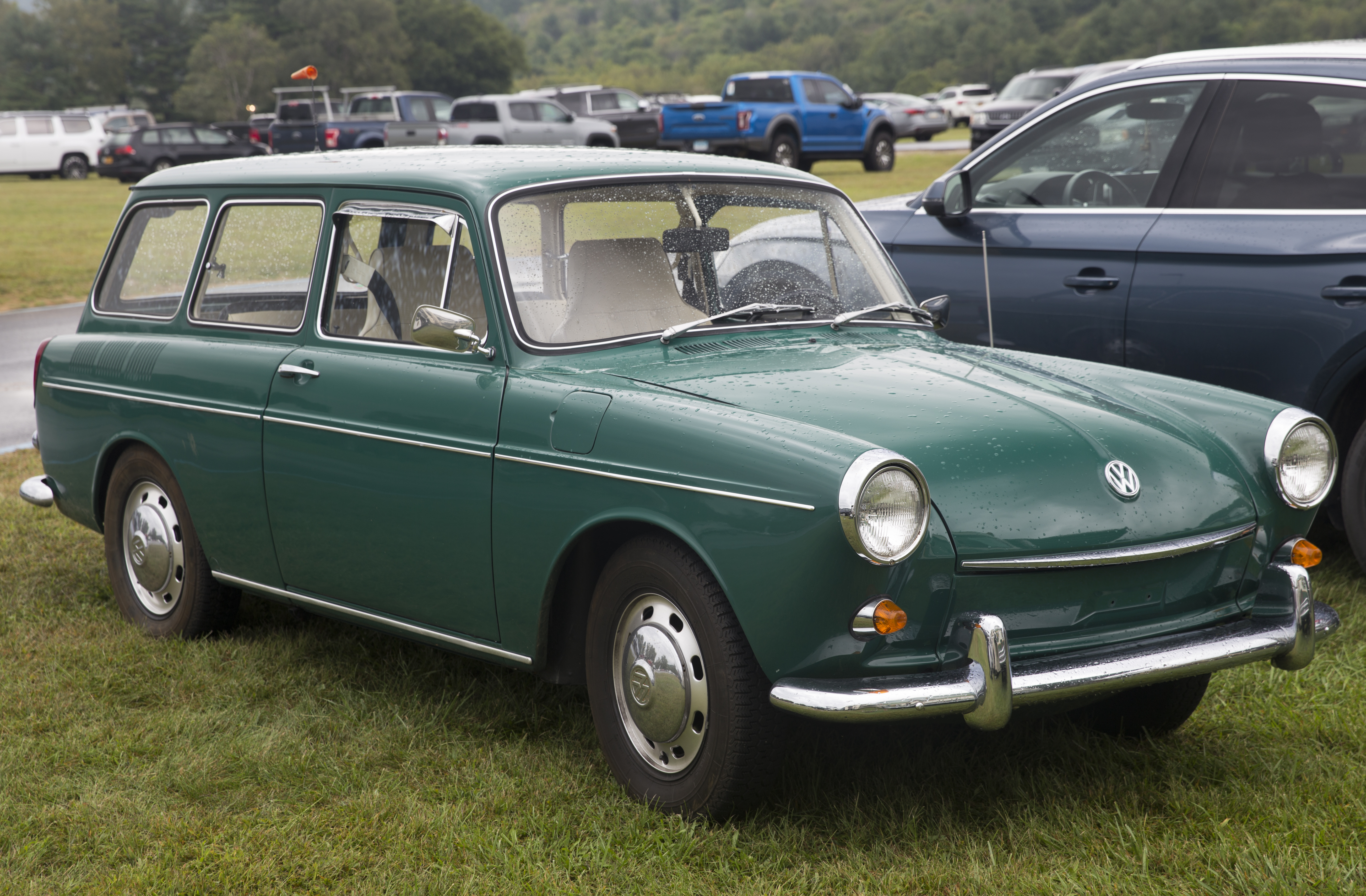
VW 1600 Variant (1966)
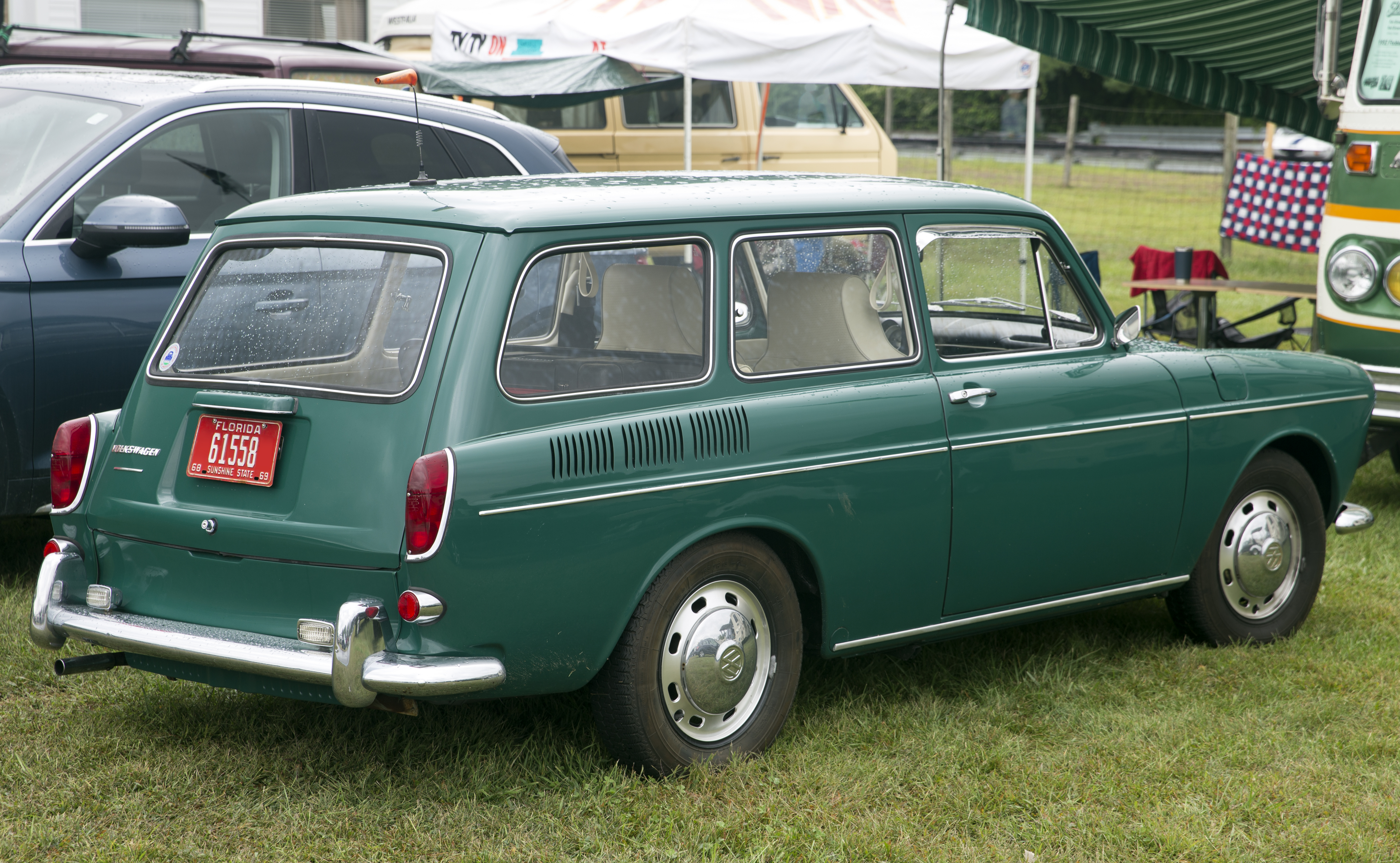
VW 1600 Variant (1966)
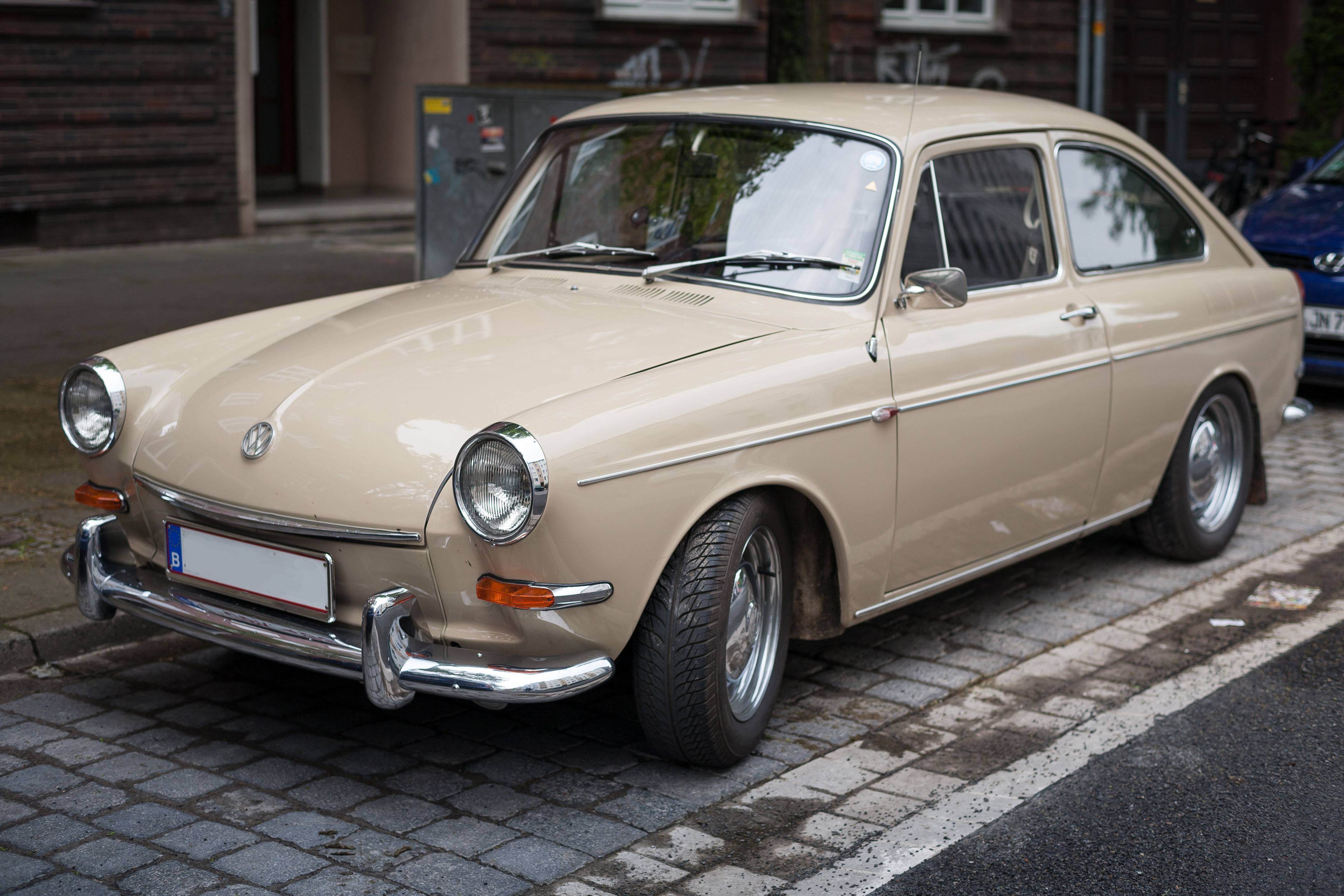
VW 1600 TL (1965–1969)
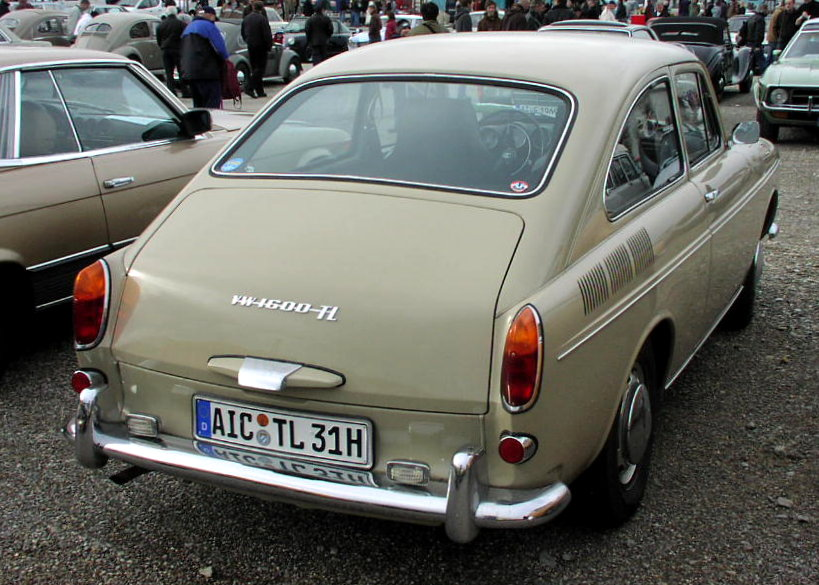
Heckansicht

### VW 1600 (1969–1973)
- 08.1969 – Überarbeitung der Karosserie („Langschnauzer“), Breitstoßstangen, große Frontblinker und Heckleuchten, höhere Position des Kennzeichens beim TL. Alle Modelle bekamen die Schräglenkerachse statt der Pendelachse.
- 07.1973 – Produktion der 1600er-Baureihe wird eingestellt.

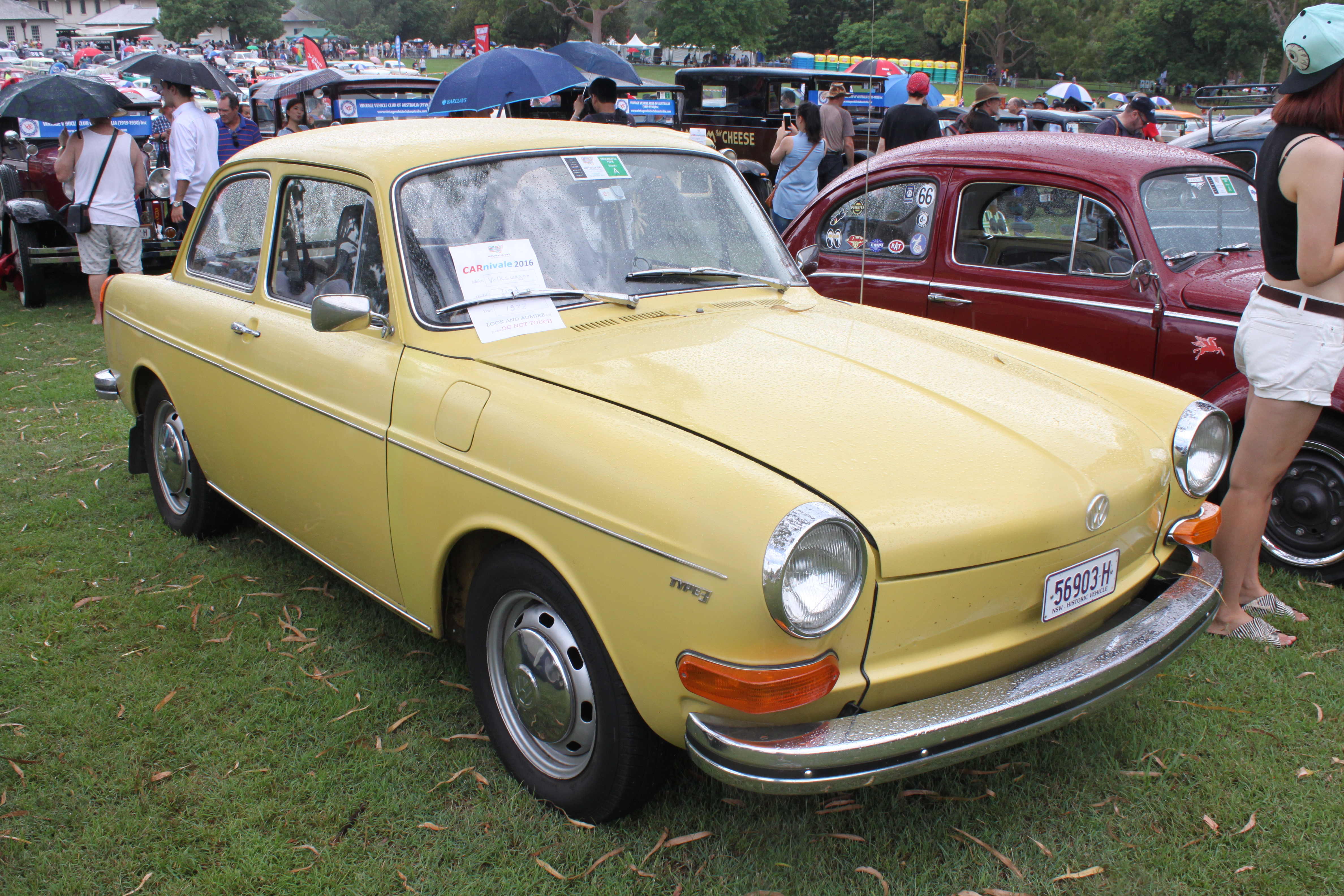
Volkswagen 1600
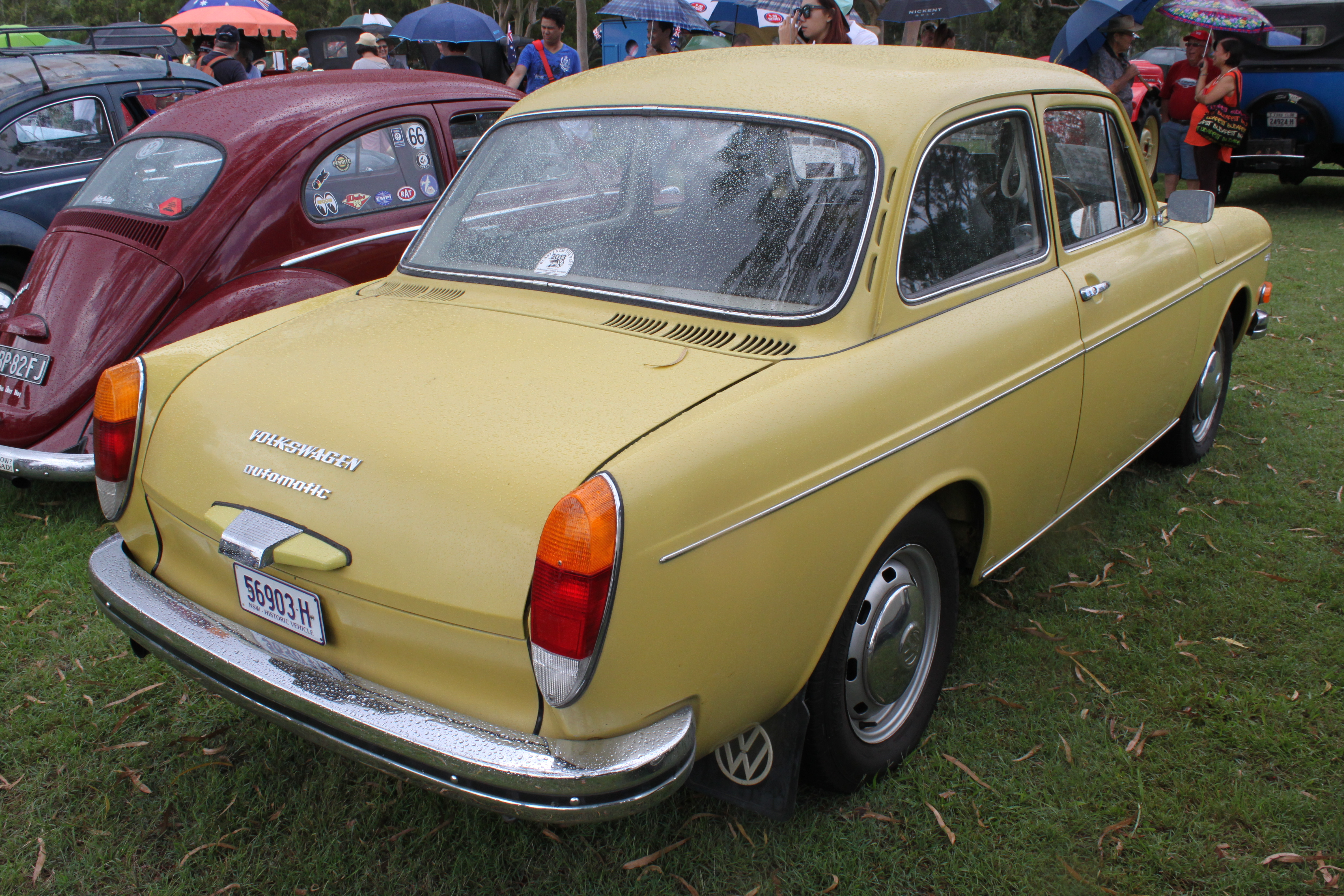
Volkswagen 1600, Heckansicht
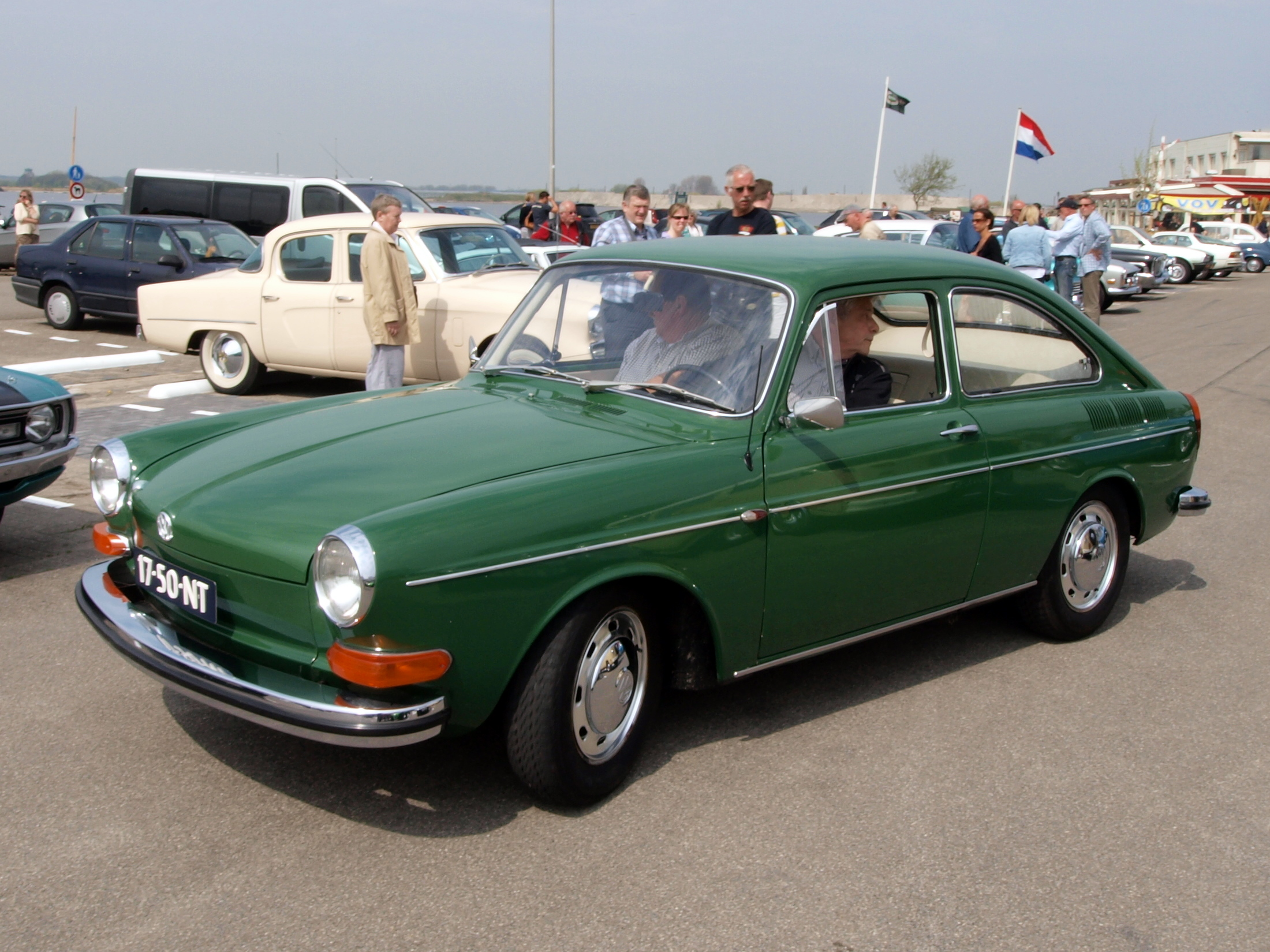
VW 1600 TL (1969–1973)
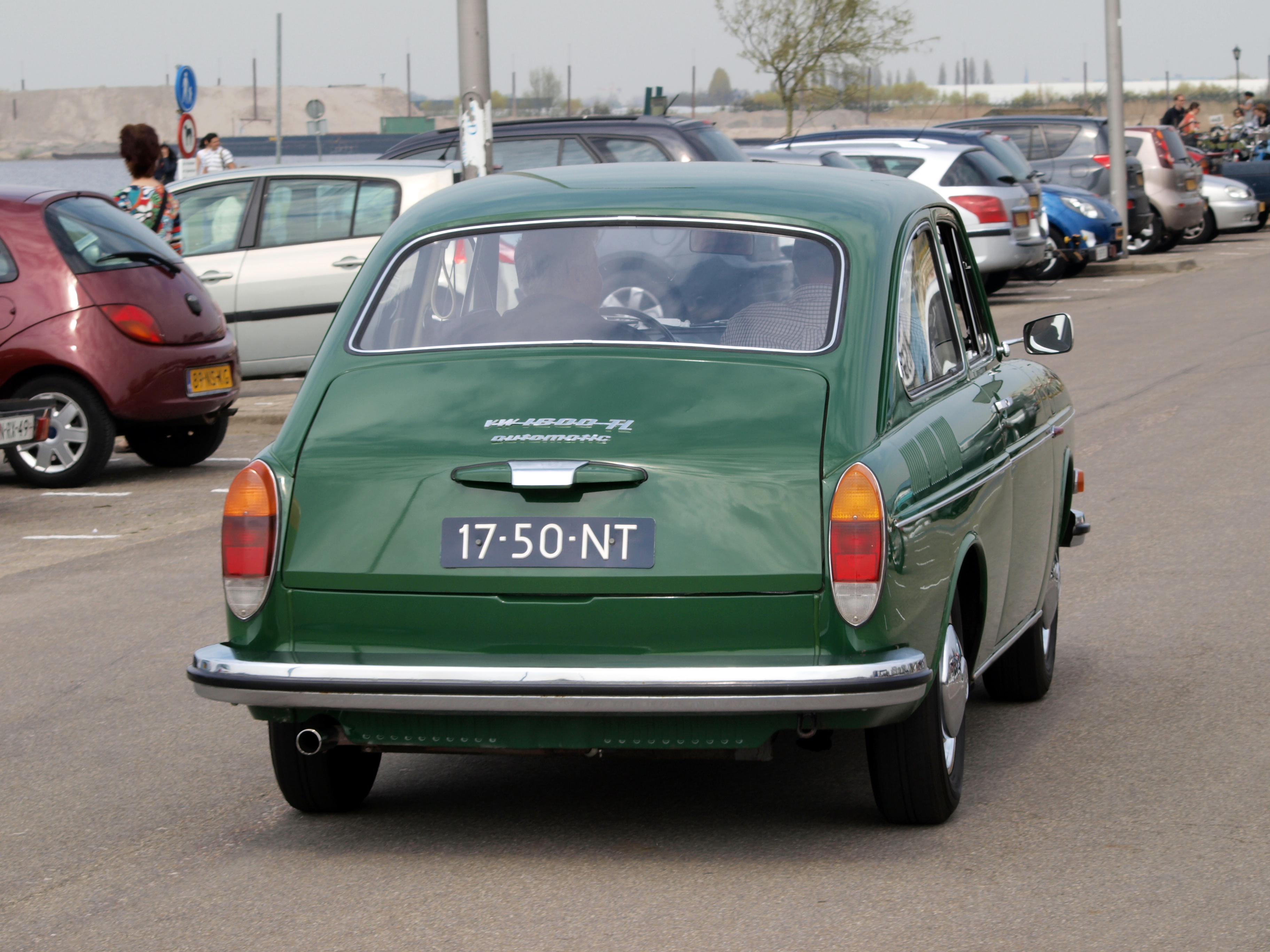
Heckansicht
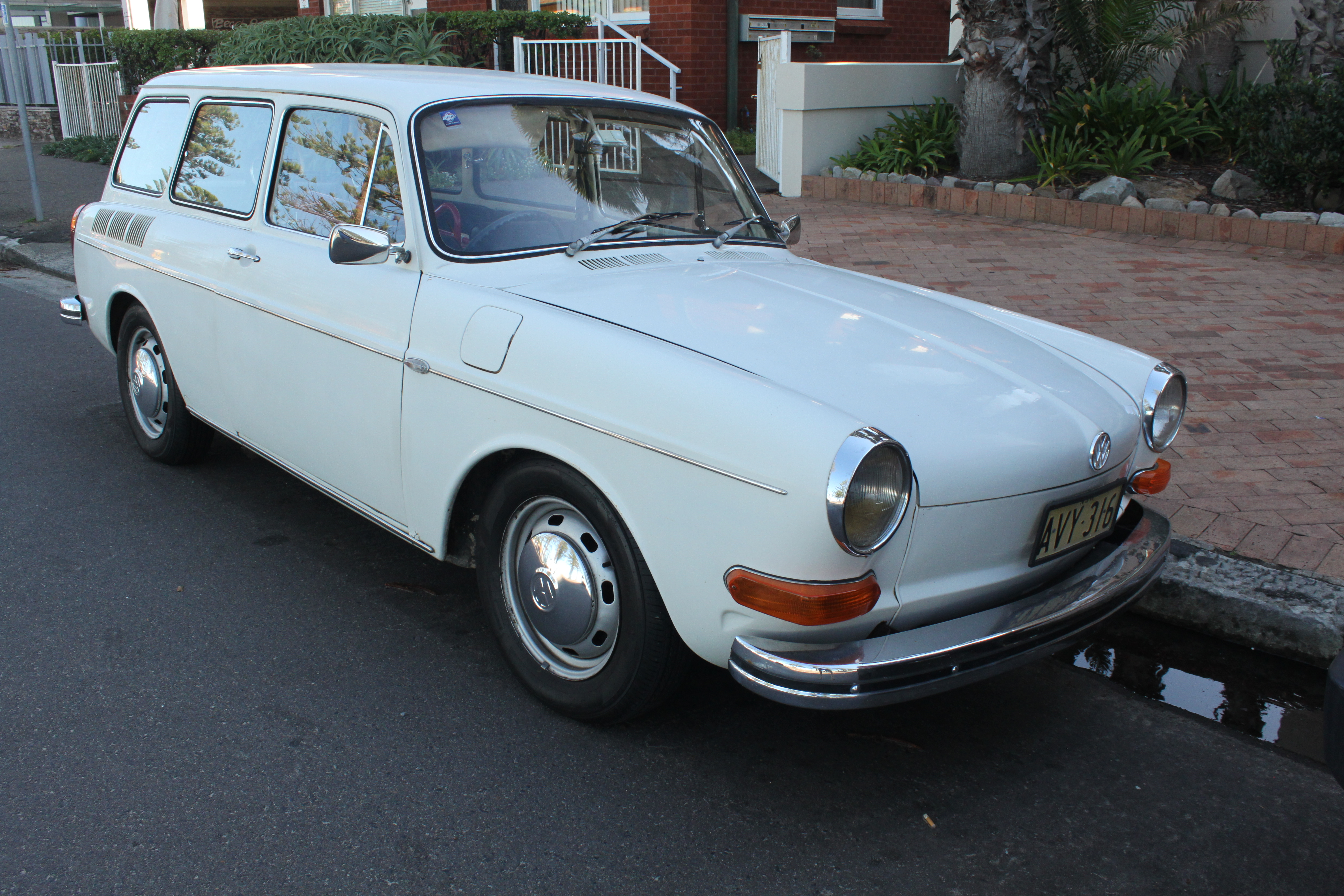
VW 1600 Variant (1969–1973)
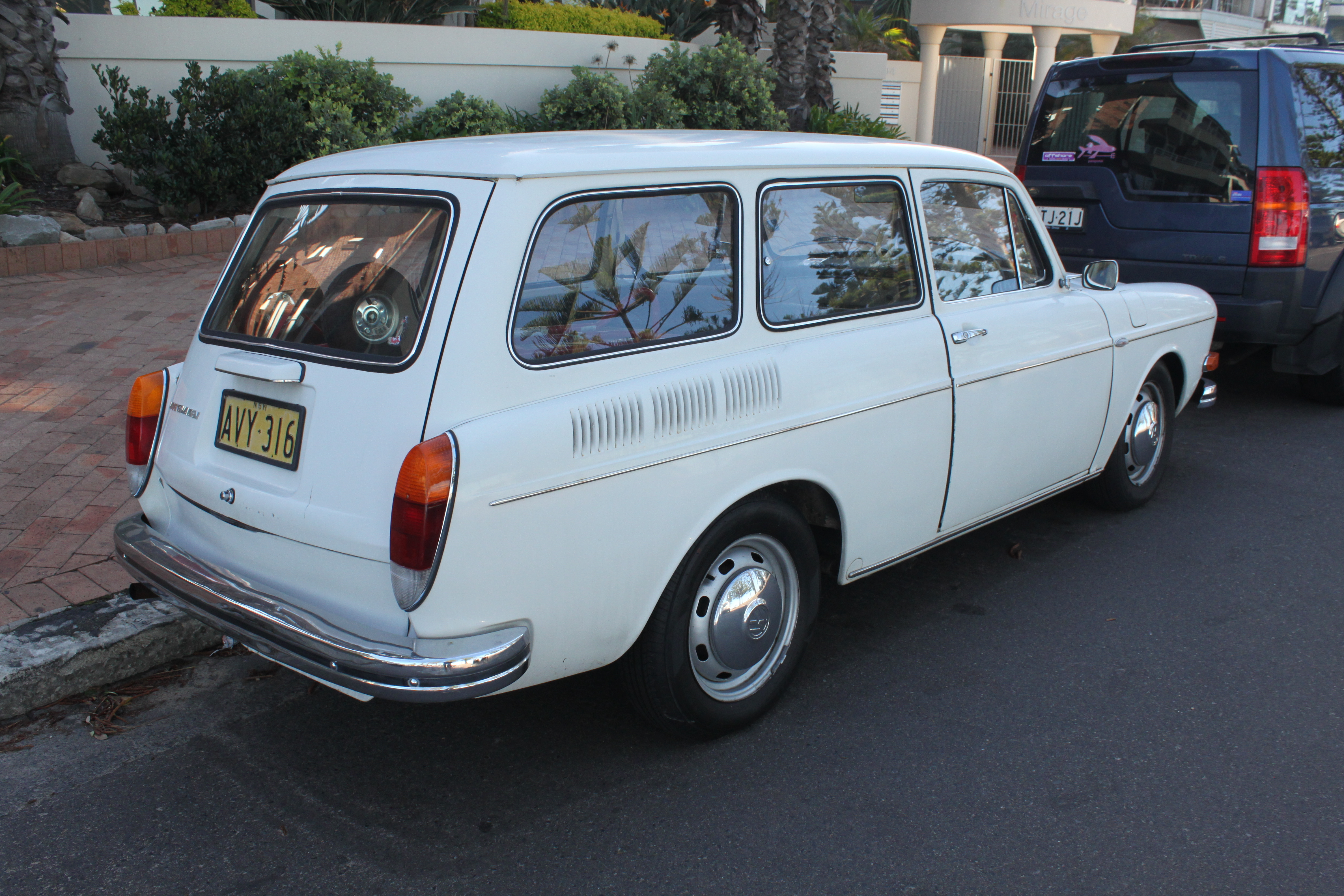
VW 1600 Variant (1969–1973)
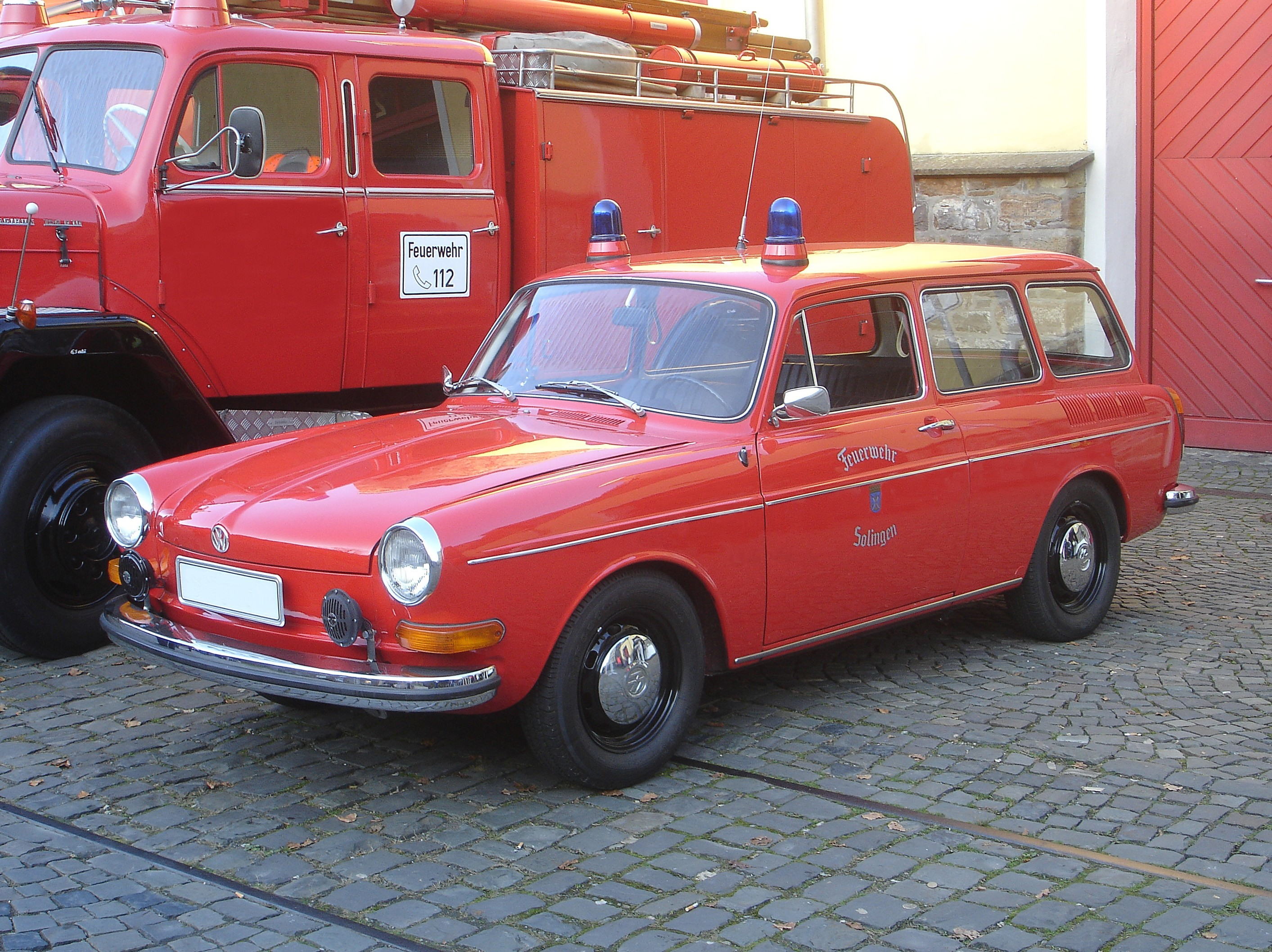
VW 1600 Variant als Kommandowagen der Feuerwehr
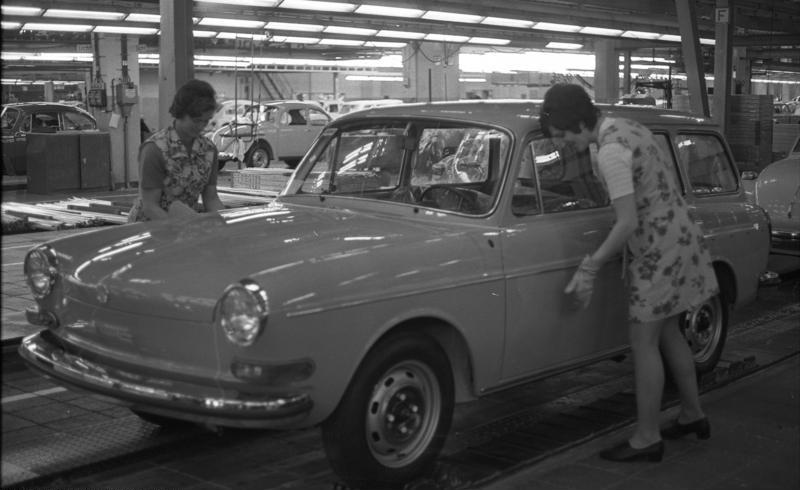
Endmontage im Volkswagenwerk Wolfsburg, Januar 1973

2.583.015 Stück des Typs 3 wurden gebaut, davon fast die Hälfte (1.202.483) als Variant.
Vom Typ 3 war ab Anfang 1962 auch ein zweisitziges Karmann-Ghia-Coupé lieferbar, siehe VW Typ 34. Cabrio-Versionen, von der Limousine und vom Karmann-Ghia abgeleitet, wurden zwar zur Erprobung gebaut, jedoch nicht zur Serienproduktion freigegeben. Das Gleiche geschah mit einer Viertürer-Entwicklung, die nicht in Serie ging.

## Weltrekorde mit serienmäßigem VW 1500 S
In der Zeit vom 7. bis 12. April 1964 unternahm ein Team von zwölf österreichischen Journalisten auf dem Kurs in Monza in Italien Weltrekordversuche mit zwei serienmäßigen VW 1500 S, einer Limousine und einem Variant. Urheber und Organisator des Unternehmens war der Motorradrennfahrer sowie zu der Zeit Presse- und Public-Relations-Manager von Porsche Salzburg, Helmut Krackowizer. Vier Weltrekorde stellten die zwölf Fahrer, die sich während der Dauerprüfung nach jeweils 80 der 4,259 km langen Runden auf dem Hochgeschwindigkeits-Oval abwechselten, mit einem der beiden Wagen auf; einer war ausgefallen. Unter anderem war es der Rekord über 10.000 Meilen in 127:19:51,1 Stunden einschließlich Zeit für Tanken und Ölwechsel. Das entsprach einer Durchschnittsgeschwindigkeit von 126,390 km/h. Die schnellste Runde fuhr Krackowizer mit 143,382 km/h. Nur einen Monat später brach Ford allerdings mit einem Ford Cortina die Rekorde.

## Technische Daten VW 1500/1600
|                       | 1500, 1500 N | 1500 S | 1500 A, 1600 A | 1600, 1600 L, 1600 TL | 1600 LE, 1600 TLE |
| --------------------- | --- | --- | --- | --- | --- |
| Motor                 | flachgebauter Vierzylinder-Viertakt-Boxer-Heckmotor; luftgekühlt; zentrale Nockenwelle; über Stößel, Stoßstangen und Kipphebel betätigte hängende Ventile; Ölbadluftfilter; Zündfolge 1-4-3-2 | flachgebauter Vierzylinder-Viertakt-Boxer-Heckmotor; luftgekühlt; zentrale Nockenwelle; über Stößel, Stoßstangen und Kipphebel betätigte hängende Ventile; Ölbadluftfilter; Zündfolge 1-4-3-2 | flachgebauter Vierzylinder-Viertakt-Boxer-Heckmotor; luftgekühlt; zentrale Nockenwelle; über Stößel, Stoßstangen und Kipphebel betätigte hängende Ventile; Ölbadluftfilter; Zündfolge 1-4-3-2 | flachgebauter Vierzylinder-Viertakt-Boxer-Heckmotor; luftgekühlt; zentrale Nockenwelle; über Stößel, Stoßstangen und Kipphebel betätigte hängende Ventile; Ölbadluftfilter; Zündfolge 1-4-3-2 | flachgebauter Vierzylinder-Viertakt-Boxer-Heckmotor; luftgekühlt; zentrale Nockenwelle; über Stößel, Stoßstangen und Kipphebel betätigte hängende Ventile; Ölbadluftfilter; Zündfolge 1-4-3-2 |
| Hubraum               | 1493 cm3 | 1493 cm3 | 1493 cm3 | 1584 cm3 | 1584 cm3 |
| Bohrung × Hub         | 83 × 69 mm | 83 × 69 mm | 83 × 69 mm | 85,5 × 69 mm | 85,5 × 69 mm |
| Max. Leistung         | 45 PS (33 kW) bei 3800/min | 54 PS (40 kW) bei 4200/min | 45 PS (33 kW) bei 3700/min | 54 PS (40 kW) bei 4000/min | 54 PS (40 kW) bei 4000/min |
| Gemischaufbereitung   | ein Flachstromvergaser | zwei Fallstromvergaser Solex 32 PDSIT | ein Flachstromvergaser | zwei Fallstromvergaser | Saugrohreinspritzung BoschD-Jetronic |
| Max. Drehmoment       | 106 Nm bei 2000/min | 106 Nm bei 2400/min | 106 Nm bei 2400/min | 110 Nm bei 2200/min | 110 Nm bei 2200/min |
| Getriebe              | Viergang, vollsynchronisiert | Viergang, vollsynchronisiert | Viergang, vollsynchronisiert | Viergang, vollsynchronisiert, ab 1967 auch Dreigang-Vollautomatik | Viergang, vollsynchronisiert, ab 1967 auch Dreigang-Vollautomatik |
| Elektrik              | 6 Volt Lichtmaschine 200 Watt, Batterie 77 Ah | 6 Volt Lichtmaschine 200 Watt, Batterie 77 Ah | 12 Volt ab 8/1966 | 12 Volt ab 8/1966 | 12 Volt ab 8/1966 |
| Karosserie            | Ganzmetall-Aufbau auf Plattform-Rahmen verschraubt mit Mittelträger | Ganzmetall-Aufbau auf Plattform-Rahmen verschraubt mit Mittelträger | Ganzmetall-Aufbau auf Plattform-Rahmen verschraubt mit Mittelträger | Ganzmetall-Aufbau auf Plattform-Rahmen verschraubt mit Mittelträger | Ganzmetall-Aufbau auf Plattform-Rahmen verschraubt mit Mittelträger |
| Vorderachse           | Einzelradaufhängung an längsliegenden Kurbellenkern, Querstabilisator, quer liegende Drehstabfedern, hydraulische Teleskop-Stoßdämpfer                                                        | Einzelradaufhängung an längsliegenden Kurbellenkern, Querstabilisator, quer liegende Drehstabfedern, hydraulische Teleskop-Stoßdämpfer                                                        | Einzelradaufhängung an längsliegenden Kurbellenkern, Querstabilisator, quer liegende Drehstabfedern, hydraulische Teleskop-Stoßdämpfer                                                        | Einzelradaufhängung an längsliegenden Kurbellenkern, Querstabilisator, quer liegende Drehstabfedern, hydraulische Teleskop-Stoßdämpfer                                                        | Einzelradaufhängung an längsliegenden Kurbellenkern, Querstabilisator, quer liegende Drehstabfedern, hydraulische Teleskop-Stoßdämpfer                                                        |
| Bremsen vorn          | Trommelbremse | Trommelbremse | Scheibenbremse | Scheibenbremse | Scheibenbremse |
| Hinterachse           | Pendelachse mit Längslenkern, quer liegende Drehfederstäbe und hydraulische Teleskop-Stoßdämpfer, ab 9/1967 Automatik-Modelle mit Schräglenker, ab 8/1968 Schräglenker in Serie               | Pendelachse mit Längslenkern, quer liegende Drehfederstäbe und hydraulische Teleskop-Stoßdämpfer, ab 9/1967 Automatik-Modelle mit Schräglenker, ab 8/1968 Schräglenker in Serie               | Pendelachse mit Längslenkern, quer liegende Drehfederstäbe und hydraulische Teleskop-Stoßdämpfer, ab 9/1967 Automatik-Modelle mit Schräglenker, ab 8/1968 Schräglenker in Serie               | Pendelachse mit Längslenkern, quer liegende Drehfederstäbe und hydraulische Teleskop-Stoßdämpfer, ab 9/1967 Automatik-Modelle mit Schräglenker, ab 8/1968 Schräglenker in Serie               | Pendelachse mit Längslenkern, quer liegende Drehfederstäbe und hydraulische Teleskop-Stoßdämpfer, ab 9/1967 Automatik-Modelle mit Schräglenker, ab 8/1968 Schräglenker in Serie               |
| Bremsen hinten        | Trommelbremse | Trommelbremse | Trommelbremse | Trommelbremse | Trommelbremse |
| Bereifung             | 6,00 × 15 (ab 1967 auf Wunsch 165 SR 15) auf 4,5 J x 15 | 6,00 × 15 (ab 1967 auf Wunsch 165 SR 15) auf 4,5 J x 15 | 6,00 × 15 (ab 1967 auf Wunsch 165 SR 15) auf 4,5 J x 15 | 6,00 × 15 (ab 1967 auf Wunsch 165 SR 15) auf 4,5 J x 15 | 6,00 × 15 (ab 1967 auf Wunsch 165 SR 15) auf 4,5 J x 15 |
| Radstand              | 2400 mm | 2400 mm | 2400 mm | 2400 mm | 2400 mm |
| Länge × Breite × Höhe | 4225 × 1605 × 1475 mm (Variant Höhe = 1465 mm) ab 1969 4340 × 1605 × 1470 mm | 4225 × 1605 × 1475 mm (Variant Höhe = 1465 mm) ab 1969 4340 × 1605 × 1470 mm | 4225 × 1605 × 1475 mm (Variant Höhe = 1465 mm) ab 1969 4340 × 1605 × 1470 mm | 4225 × 1605 × 1475 mm (Variant Höhe = 1465 mm) ab 1969 4340 × 1605 × 1470 mm | 4225 × 1605 × 1475 mm (Variant Höhe = 1465 mm) ab 1969 4340 × 1605 × 1470 mm |
| Höchstgeschwindigkeit | 125 km/h | 135 km/h | 125 km/h | 135 km/h | 135 km/h |
| Bauzeit               | 1961–1965 | 1963–1965 | 1965–1973 | 1965–1973 | 1968–1973 |

## VW 1600 in Brasilien
Der in Brasilien von 1968 bis 1980 gebaute VW 1600 unterscheidet sich technisch vom europäischen Modell. Das Fahrgestell wurde vom VW Karmann-Ghia mit den breiteren Bodenplatten übernommen. Er hatte das Käfer-Fahrwerk mit Pendelachse hinten, aber Scheibenbremsen vorne und zunächst, wie der Käfer, den hohen Motor mit keilriemengetriebenem Gebläse, wodurch kein hinterer Kofferraum möglich war. Bei den Modellen TL und Variant kamen dann die Flachmotoren zum Einsatz. Die brasilianische VW 1600 Stufenhecklimousine (1971 zum Ärger der Taxifahrer aus dem Programm genommen) und den TL gab es auch mit vier Türen.

### Zeittafel
- 1968 – Vorstellung des brasilianischen VW 1600 als viertürige Stufenhecklimousine, noch mit dem hochbauenden Kühlsystem des Käfers.
- 1969 – Erweiterung des Programms um einen Kombi mit nur zwei Seitentüren und durchgehenden hinteren Seitenfenstern. Erstmals mit dem Flachmotor des deutschen Typ 3. Name wie in Deutschland VW 1600 Variant.
- 1970 – Erweiterung des Programms um eine zweitürige Fließhecklimousine, auch mit dem Flachmotor. Name wie in Deutschland VW 1600 TL. Für alle Modelle Doppelscheinwerfer statt der bisher verwendeten Rechteckscheinwerfer.
- 1971 – Die Produktion der Stufenhecklimousine wird eingestellt. TL und Variant erhalten eine neue Frontgestaltung, die in Brasilien entworfen wurde und in der Folgezeit auch für den Sportwagen SP 2, den kleineren Brasilia sowie in Deutschland für den überarbeiteten 412 verwendet wird. Die Fließhecklimousine ist jetzt auch mit vier Türen lieferbar.
- 1974 – Der VW Passat wird, nur ein Jahr nach seiner Einführung in Deutschland, auch in Brasilien produziert. Damit steht in der Mittelklasse ein ungleich moderneres Auto zur Verfügung. Der VW 1600 wird weitergebaut, doch lässt die Nachfrage in der Folgezeit stark nach.
- 1976 – Der Bau der Fließhecklimousine wird eingestellt. Nur der 1600 Variant bleibt im Angebot; der Passat Variant der ersten Generation wird in Brasilien nicht angeboten.
- 1977 – Stattdessen wird der VW 1600 Variant durchgreifend überarbeitet. Völlig neue, wesentlich modernere Karosserie, die auf den ersten Blick mit dem Brasilia verwechselt werden kann; der Brasilia ist aber kleiner. Name VW Variant II. Technisch unterscheidet er sich hauptsächlich von seinem Vorgänger durch die Federbeinvorderachse, die eine günstigere Gestaltung des Frontkofferraums ermöglicht.
- 1980 – Die Produktion des Variant II wird eingestellt.
- 1982 – Die Produktion des Brasília wird ebenfalls eingestellt. Mit den Typen Gol, Voyage, Parati, Passat sowie (ab 1984) Santana setzt VW nunmehr auch in Brasilien auf Frontmotor und Frontantrieb.

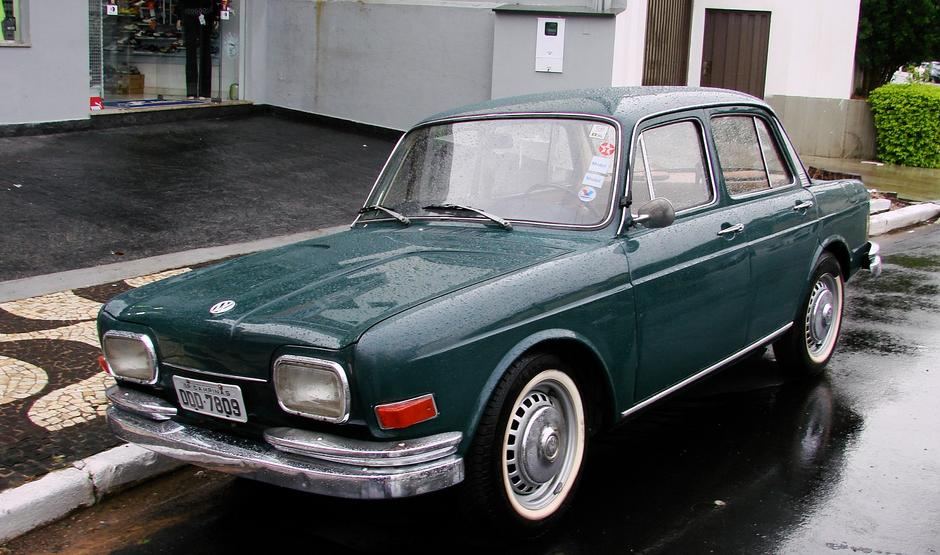
VW 1600 „Zé do Caixão“ (1968–1971)
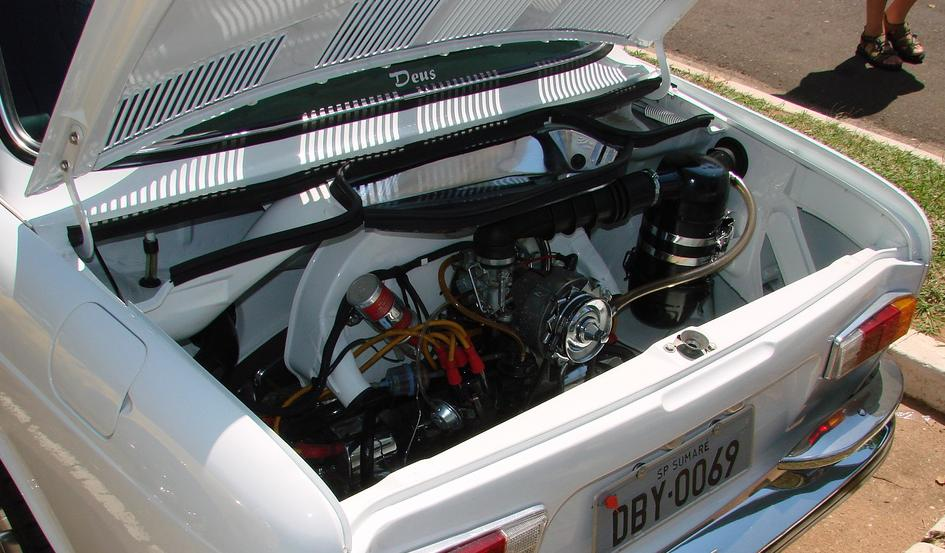
Motor des VW 1600 Stufenheck (1968–1971),  deutlich erkennbar aus dem VW Käfer übernommen
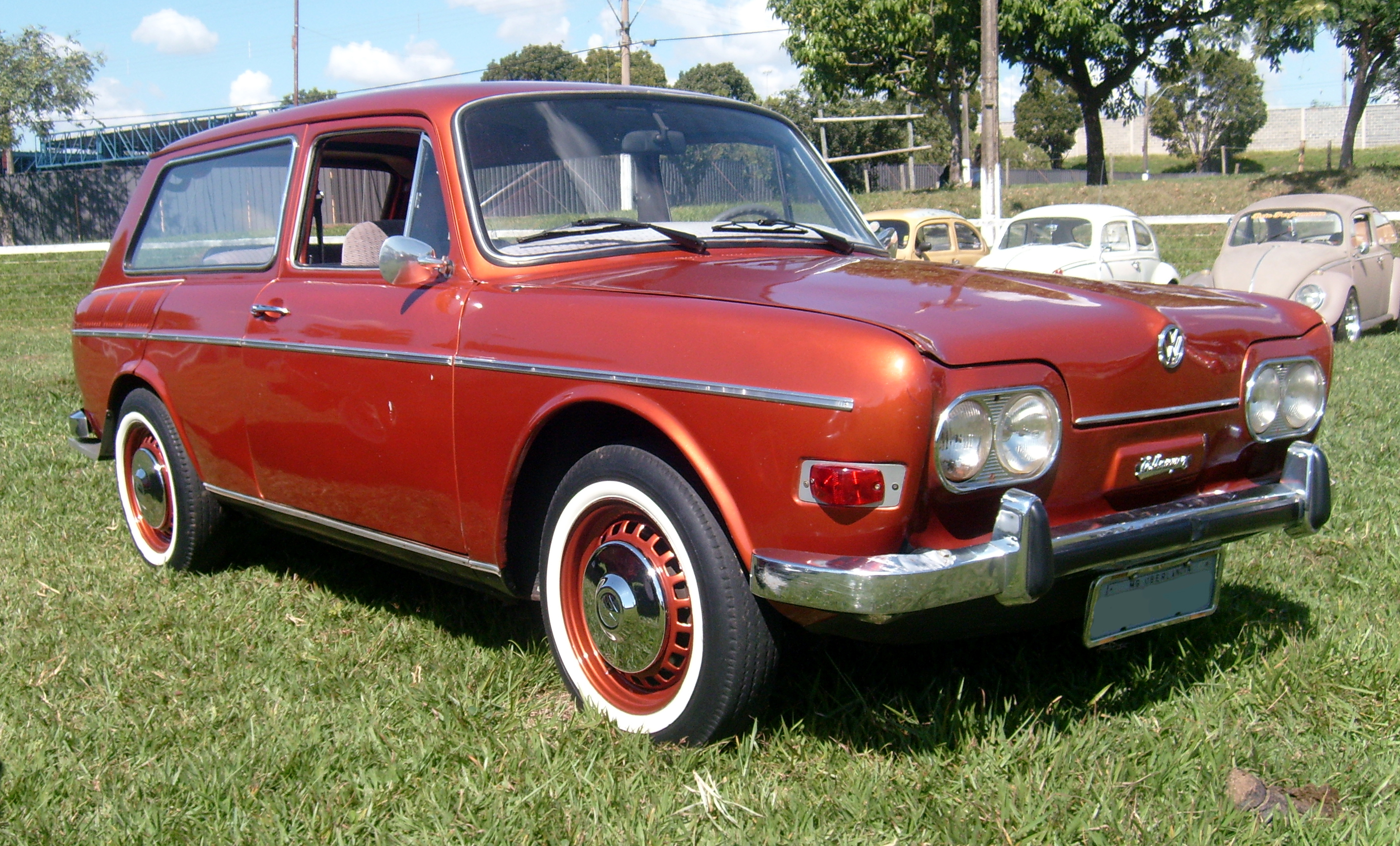
VW 1600 Variant. Der Blinker ist nicht original. (1969–1971)
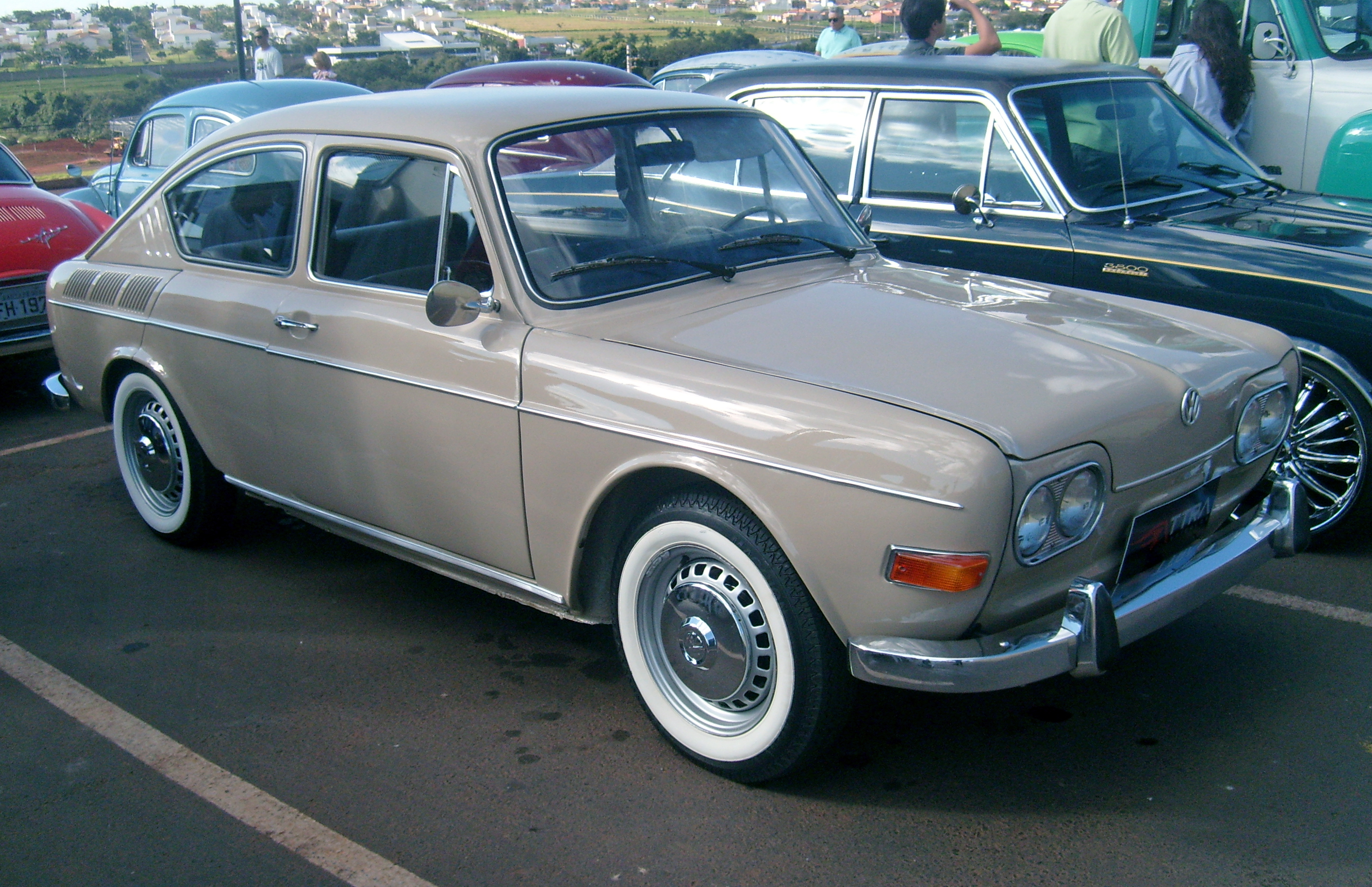
VW 1600 TL (1970–1971)
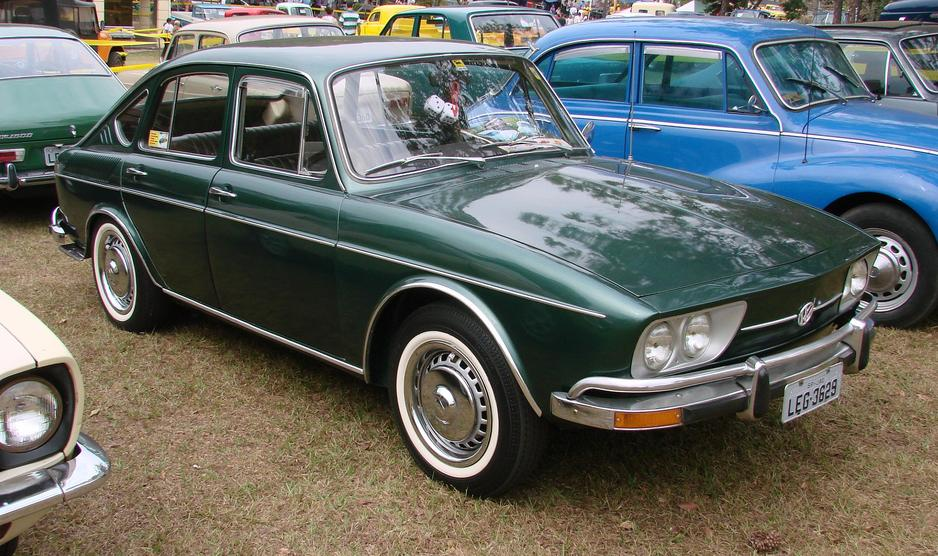
VW 1600 TL, Viertürer (1971–1976)
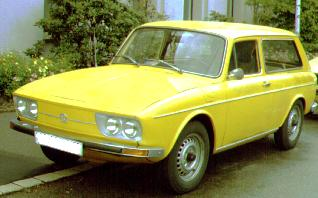
VW 1600 Variant (1971–1977)
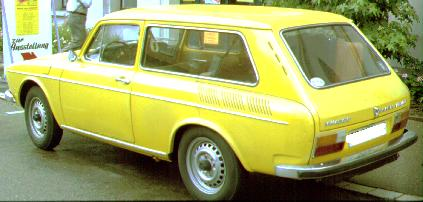
Heckansicht
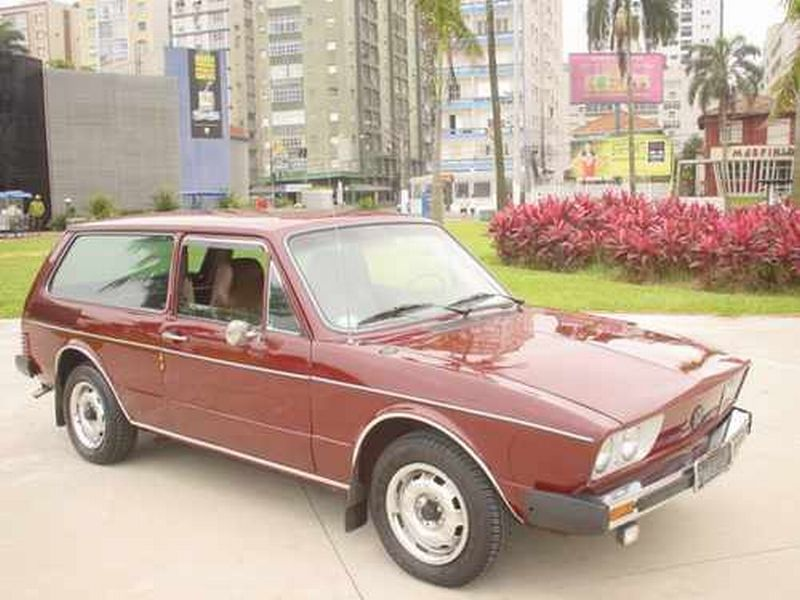
VW Variant II (1977–1980)

### Produktionszahlen
- Stufenhecklimousine (1968–1971) 24.475
- Fließhecklimousine TL (1970–1976) 109.515
- Variant (1969–1977) 256.760
- Variant II (1977–1980) 41.002
- Insgesamt: 431.752

### Technische Daten
| VW 1600                              | Limousine/Variant                                                                                         | TL | Variant II                                                                                                |
| ------------------------------------ | --- | --- | --- |
| Motor                                | 4-Zylinder-Boxermotor (Viertakt), Kurbelgehäuse und Zylinderköpfe aus Leichtmetall, Zylinder aus Grauguss | 4-Zylinder-Boxermotor (Viertakt), Kurbelgehäuse und Zylinderköpfe aus Leichtmetall, Zylinder aus Grauguss | 4-Zylinder-Boxermotor (Viertakt), Kurbelgehäuse und Zylinderköpfe aus Leichtmetall, Zylinder aus Grauguss |
| Hubraum                              | 1584 cm³                                                                                                  | 1584 cm³                                                                                                  | 1584 cm³                                                                                                  |
| Bohrung × Hub                        | 85,5 × 69 mm                                                                                              | 85,5 × 69 mm                                                                                              | 85,5 × 69 mm                                                                                              |
| Leistung                             | 37 kW (50 DIN-PS) bei 4600/min                                                                            | 40 kW (54 DIN-PS) bei 4600/min                                                                            | 41 kW (56 DIN-PS) bei 4200/min                                                                            |
| Max. Drehmoment                      | 112 Nm bei 2200/min                                                                                       | 112 Nm bei 2600/min                                                                                       | 108 Nm bei 3000/min                                                                                       |
| Verdichtung                          | 7,2:1 | 7,2:1 | 7,2:1 |
| Gemischaufbereitung                  | 1 Fallstromvergaser Solex H30IC                                                                           | 1 Fallstromvergaser Solex 32 PDSIT                                                                        | 1 Fallstromvergaser Solex 32 PDSIT                                                                        |
| Ventiltrieb                          | Zentrale Nockenwelle, Antrieb über Zahnradpaar; Stößel, Stoßstangen und Kipphebel                         | Zentrale Nockenwelle, Antrieb über Zahnradpaar; Stößel, Stoßstangen und Kipphebel                         | Zentrale Nockenwelle, Antrieb über Zahnradpaar; Stößel, Stoßstangen und Kipphebel                         |
| Kühlung                              | Luftkühlung (Gebläse)                                                                                     | Luftkühlung (Gebläse)                                                                                     | Luftkühlung (Gebläse)                                                                                     |
| Getriebe                             | Vierganggetriebe, Mittelschaltung Heckantrieb                                                             | Vierganggetriebe, Mittelschaltung Heckantrieb                                                             | Vierganggetriebe, Mittelschaltung Heckantrieb                                                             |
| Radaufhängung vorn                   | Kurbellenkerachse, Quertorsionsstäbe                                                                      | Kurbellenkerachse, Quertorsionsstäbe                                                                      | MacPherson-Federbeine, Querlenker, Stabilisator                                                           |
| Radaufhängung hinten                 | Pendelachse, Längslenker, Ausgleichsfeder, Quertorsionsstäbe                                              | Pendelachse, Längslenker, Ausgleichsfeder, Quertorsionsstäbe                                              | Pendelachse, Längslenker, Ausgleichsfeder, Quertorsionsstäbe                                              |
| Bremsen                              | Scheibenbremsen vorne (Durchmesser 27,8 cm), Trommelbremsen hinten                                        | Scheibenbremsen vorne (Durchmesser 27,8 cm), Trommelbremsen hinten                                        | Scheibenbremsen vorne (Durchmesser 27,8 cm), Trommelbremsen hinten                                        |
| Lenkung                              | Schnecken-Rollen-Lenkung                                                                                  | Schnecken-Rollen-Lenkung                                                                                  | Zahnstangenlenkung                                                                                        |
| Karosserie                           | Stahlblech, auf Zentralrohrrahmen                                                                         | Stahlblech, auf Zentralrohrrahmen                                                                         | Stahlblech, auf Zentralrohrrahmen                                                                         |
| Spurweite vorn/hinten                | 1315/1360 mm                                                                                              | 1315/1360 mm                                                                                              | 1365/1400 mm                                                                                              |
| Radstand                             | 2400 mm                                                                                                   | 2400 mm                                                                                                   | 2495 mm                                                                                                   |
| Abmessungen                          | 4250 × 1580 × 1430 mm                                                                                     | 4250 × 1580 × 1430 mm                                                                                     | 4325 × 1630 × 1430 mm                                                                                     |
| Leergewicht                          | Lim.: 862 kg Variant: 1025 kg                                                                             | 920 kg | 970 kg |
| Höchstgeschwindigkeit                | 135 km/h                                                                                                  | 140 km/h                                                                                                  | 138 km/h                                                                                                  |
| 0–100 km/h                           | nicht angegeben                                                                                           | nicht angegeben                                                                                           | 20,5 s |
| Verbrauch (Liter/100 Kilometer, DIN) | 9,0 N | 9,0 N | 9,0 N |

Quelle: Automobil Revue, Katalognummern 1973, 1979